# Petter Olsson
Petter Olsson, född den 3 december 1830 i Fleninge socken i Skåne, död den 6 oktober 1911 i Helsingborg, var en svensk företagare och riksdagsman, verksam till större delen i Helsingborg. Han var far till riksdagsledamöterna John Olsson och Christian Olsson.
Petter Olsson kom från fattiga förhållanden och var mycket religiös. Medan han arbetade som butiksbiträde i Helsingborg drömde han om att studera till präst, men av ekonomiska hänsyn måste han välja en annan livsväg.
1853 grundade han en egen spannmålshandel som det snabbt började gå bra för. En starkt bidragande faktor till detta var Krimkriget och Englands behov av spannmålsimport. Där kunde Olsson göra bra affärer och 1870 var han Helsingborgs rikaste man.
Samma år utökade han sin spannmålsverksamhet genom att köpa Rögle säteri norr om Helsingborg där han kunde odla den mycket efterfrågade "herrgårdssäden". När import av billigare vete från Amerika strömmade in i landet visade han framsynthet och gick snabbt över till sockerbetor och mejeriprodukter.
Bland de industrier som Olsson helt eller delvis grundade i Helsingborg var en ångkvarn, tegelbruk, sockerbruk och gummifabriken (senare Tretorn). Han insåg vikten av goda kommunikationer och låg därför bakom flera av Helsingborgs järnvägsförbindelser mellan 1865 och 1885, bland annat till Eslöv, Hässleholm, Landskrona och Värnamo. Dessutom låg han bakom utbyggnaden av Helsingborgs hamn där man tillförde fler hamnbassänger som var djupare och större än vad som funnits innan. 1894 byggde Olsson ett nytt stort huvudkontor vid Norra hamnen i Helsingborg. Huset upptar hela kvartersbredden och är en dominerande vy i hamninloppet.
Mellan 1870 och 1895 var Olsson tysk konsul i Helsingborg. Han var nykterist och strängt religiös hela sitt liv. Till skillnad från sin samtida medkonsul Nils Persson levde han ett enkelt liv i en våning bredvid sin magasinsbyggnad på Kullagatan. Han donerade regelbundet stora summor till olika sociala projekt i Helsingborg, totalt över 1 miljon kronor, över 40 miljoner kronor i dagens penningvärde.